# Jozef Cíger-Hronský
Jozef Cíger-Hronský (eredetileg Jozef Cíger; Zólyom, 1896. február 23. – Luján, Argentina, 1960. július 13.) szlovák író, tanár, festő, szerkesztő és publicista, a Matica slovenská titkára majd ügyvezetője.

## Élete
Zólyomban született Peter Pavol Cíger asztalos és Jozefína Cígerová (szül. Marková) gyermekeként. Három bátyja és három nővére volt. 1902 és 1907 között a helyi népiskolába járt, majd 1910-ig a korponai polgári iskola diákja volt. 1910–1914-ben a lévai magyar állami tanítóképzőben fejezte be tanulmányait.
Felesége Anna Valéria Ružináková, házasságukból egy fiuk, Juraj, született.
A tanítóképző elvégzése után Felsőlegénden, Szénaváron, Korponán és Körmöcbányán tanított. Az első világháború idején, 1917–1918 között az olasz fronton szolgált gyalogosként. 1927-ben hosszabb időre Turócszentmártonban telepedett le, először mint tanár, majd 1933-tól a Matica slovenská titkáraként és 1940-től ügyvezetőjeként tevékenykedett. Kezdeményezésére valósult meg a Matica slovenská alkalmazottainak amerikai körútja 1935–1936 között, amely során felkeresték a szlovák emigránsokat közösségeket és szervezeteiket. Tevékenysége alatt a szervezet jelentős fejlődésen ment keresztül, főleg a kiadói és kutató tevékenységben.
Élete során több újságot alapított és szerkesztett. Korponai évei alatt részt vett a Hontiansky Slovák alapításában, Körmöcbányán pedig Jaroslav Kejzlarral a Mládež (Ifjúság) társalapítója és társszerkesztője. 19 éven át volt a gyermekeknek szóló Slniečko (Napocska) című lap szerkesztője.
Jozef Cíger-Hronský pozitívan viszonyult az Első Szlovák Köztársasághoz, és támogatta Jozef Tiso rezsimjét. Szerepet vállalt a Neografia nyomda megalapításában, amelyhez egy, korábban zsidó tulajdonban lévő, elkobzott cinkográfiai műhely is tartozott.
A szlovák nemzeti felkelést a szlovák állam elleni értelmetlen lázadásának tartotta. 1944-ben a felkelők letartóztatták, de rövid idő után elengedték. 1945 márciusában még elfogadott egy állami kitüntetést, előbb Pozsonyba költözött, ahonnan a Csehszlovák Köztársaság helyreállítása elleni tiltakozásként emigrált.
Először Ausztriába, majd Olaszországba költözött, 1948 februárjáig maradt Rómában. Itt az olasz rendőrség letartóztatta, ám sikerült megszöknie és Argentínába utaznia, ahol Lujánban telepedett le. Textilrajzolóként dolgozott, emellett tovább publikált, elsősorban folyóiratokban. 1956-ban a külföldi szlovák nemzeti tanács elnöke lett, és a külföldi szlovák írók és művészek szövetségének tiszteletbeli elnökévé is kinevezték. 1959-ben megalapította a külföldi Matica slovenskát. Egészen 1960-ban bekövetkezett haláláig kiállt a háborús rezsim mellett.
A kommunizmus bukása után rehabilitálták, műveit azóta is rendszeresen kiadják. Az Első Szlovák Köztársaság idején végzett politikai tevékenysége ugyanakkor kevés figyelmet kap. 1993-ban hazahozták földi maradányait, és a turócszentmártoni Nemzeti Temetőben helyezték örök nyugalomra, Štefan Krčméryvel közös sírban.

## Életműve
Pályája elején novellákat és rövidprózát írt, melyek később az U nás (Nálunk), Domov (Otthon), Medové srdce (Mézszív) és Podpolianske rozprávky (Polyána-hegyaljai mesék) kötetekben jelentek meg. Műveiben a hétköznapi szlovák emberek életét és saját gyermekkor emlékeit örökítette meg, így egyes írásai erősen önéletrajzi jellegűek. Gyermekeknek írt műveiben a kaland és a keresztényi szeretet jelenik meg. Írásaiban gyakran keverednek történelmi alakok és legendák. A népmesék feldolgozása mellett saját meséket is írt, amelyek eltérnek a hagyományos népmesei elemektől és a képzeletre és humorra helyezik a hangsúlyt. Művei fordításban angolul, magyarul, csehül, lengyelül és oroszul is megjelentek.

## Művei

### Próza
- 1923 – U nás
- 1925 – Domov
- 1927 – Žltý dom v Klokoči (első regénye)
- 1929 – Medové srdce
- 1930 – Proroctvo doktora Stankovského
- 1932 – Chlieb
- 1932 – Podpolianske rozprávky
- 1933 – Jozef Mak
- 1933 – Tomčíkovci
- 1934 – Sedem sŕdc
- 1939, 1966 – Na krížnych cestách
- 1940, 1973 – Pisár Gráč
- 1944 – Na Bukvovom dvore
- 1944 – Šmákova mucha
- 1947, 1972 – Predavač talizmanov Liberius Gaius od Porta Colina
- 1948, 1970 – Andreas Búr Majster
- 1960, 1991 – Svet na Trasovisku (a Szlovák Nemzeti Felkelés idején játszódik, kritikus hangvétele miatt Csehszlovákiában egészen az 1990-es évekig tiltott volt)
- 1964, 1997 – Pohár z brúseného skla

### Dráma
- 1926 – Firma Moor
- 1929 – Červený trojuholník
- 1929 – Návrat

### Gyermek- és ifjúsági irodalom
- 1924 – Najmladší Závodský
- 1925 – Kremnické povesti
- 1926 – Janko Hraško
- 1928 – Pod kozúbkom
- 1930 – Smelý Zajko
- 1931 – Smelý Zajko v Afrike
- 1931 – Zakopaný meč
- 1932 – Budkáčik a Dubkáčik
- 1932 – Sokoliar Tomáš
- 1932 – Brondove rozprávky
- 1932 – Zábavky strýca Kurkovského
- 1933 – Zlatý dážď
- 1934 – Zlaté hodinky
- 1935 – Strýcovo vrtielko
- 1936 – Tri rozprávky
- 1937 – Zlatovlasá sestra
- 1939 – Budatínski Frgáčovci
- 1940 – Tri múdre kozliatka
- 1941 – Traja bratia
- 1940 –  Do školy

### Úti beszámoló
- 1940 – Slovenskou Amerikou

### Publicisztika
- 1959 – 1960 – Lepšie zažíhať svetielko, ako preklínať tmu

### Képzőművészeti alkotások
- Zázračný život Panny Márie Lujánskej (képciklus)

## Fordítás
- Ez a szócikk részben vagy egészben  a   Jozef Cíger-Hronský című szlovák Wikipédia-szócikk ezen változatának fordításán alapul.  Az eredeti cikk szerkesztőit annak laptörténete sorolja fel. Ez a jelzés csupán a megfogalmazás eredetét és a szerzői jogokat jelzi, nem szolgál a cikkben szereplő információk forrásmegjelöléseként.